# 阿尔方斯·穆默·冯·施瓦岑施泰因
菲利普·阿尔方斯·穆默·冯·施瓦岑施泰因男爵（德語：Philipp Alfons Freiherr Mumm von Schwarzenstein，或“穆默”，；1859年3月19日—1924年7月10日），是德意志帝國的外交官，曾出任驻日本、乌克兰、卢森堡公使。1900年中国爆发义和团运动，公使克林德被杀后，临时接任德意志帝国驻中国公使，后被义和团围困北京。1901年，作为德意志帝国代表与大清国钦命全权大臣李鸿章、奕劻进行谈判，之后签署了《辛丑条约》。此后，他和慈禧太后保持着良好的关系，还用相机拍摄了北京大量的照片并且流传至今。